# Kraftwerk Union
La société Kraftwerk Union (KWU) était une filiale de Siemens et Allgemeine Elektricitäts-Gesellschaft responsable de la construction de centrales thermiques, en particulier de centrales nucléaires. Les sites de l'entreprise comprenaient Mülheim, Erlangen, Berlin et Offenbach-sur-le-Main. La KWU était souvent considérée comme la société des centrales de Siemens.
Dans les années 1980, la société Kraftwerk Union a développé et construit 3 modèles de réacteurs Konvoi, ancêtre du projet de réacteur pressurisé européen (EPR) de la société Framatome, devenue en 2001 Framatome ANP.

## En Europe

### Réacteur à eau légère(REL)

#### Réacteur à eau bouillante(REB)
- Centrale nucléaire de Lingen (KKL)*[1],
- Centrale nucléaire de Gundremmingen A (KRB-A)*,
- Centrale nucléaire de Würgassen (KWW), E.ON Kernkraft *,
- Centrale nucléaire de Brunsbüttel (KKB), Vattenfall ***[2],
- Centrale nucléaire de Zwentendorf (Autriche)**[3],
- Centrale nucléaire de Philippsburg-1 (KKP-1), EnBW ***,
- Centrale nucléaire Isar-1 (KKI-1), E.ON Kernkraft ***,
- Centrale nucléaire de Krümmel (KKK), Vattenfall ***,
- Centrale nucléaire de Gundremmingen-B (KRB-B), RWE ***,
- Centrale nucléaire de Gundremmingen-C (KRB-C), RWE ***.

#### Réacteur à eau pressurisée(REP)
- Centrale nucléaire d'Obrigheim (KWO)*,
- Centrale nucléaire de Stade (KKS), E.ON Kernkraft *,
- Centrale nucléaire de Borssele (Hollande),
- Centrale nucléaire de Biblis-A (KWB-A), RWE ***,
- Centrale nucléaire de Biblis-B (KWB-B), RWE ***,
- Centrale nucléaire de Neckarwestheim 1 (GKN-1), EnBW ***,
- Centrale nucléaire d'Unterweser (KKU), E.ON Kernkraft ***,
- Centrale nucléaire de Trillo (Espagne),
- Centrale nucléaire de Gösgen (Suisse),
- Centrale nucléaire de Brokdorf (KBR), E.ON ***,
- Centrale nucléaire de Grohnde (KWG), E.ON ***,
- Centrale nucléaire de Philippsburg 2 (KKP-2), EnBW ***,
- Centrale nucléaire de Grafenrheinfeld (KKG), E.ON ***,
- Centrale nucléaire de Emsland (KKE), RWE ***,
- Centrale nucléaire de Neckarwestheim 2 (GKN-2), EnBW ***,
- Centrale nucléaire Isar 2 (KKI-2), E.ON ***

Projets abandonnés pour l'Allemagne :
- Centrale nucléaire de Süd (KWS),
- Centrale nucléaire de Hamm (KKH),
- Centrale nucléaire de Biblis-C (KWB-C),
- Centrale nucléaire de Borken,
- Centrale nucléaire de Vahnum.

### Réacteur à eau lourde
- Centrale nucléaire de Niederaichbach (KKN)*.

## En Amérique du Sud
- Centrale nucléaire d'Angra : (Brésil), réacteur Angra 2 à eau pressurisée
- Centrale nucléaire d'Atucha : réacteurs Atucha 1 & 2, réacteurs à eau lourde (voir Argentine).

## En Iran
- Centrale nucléaire de Bouchehr : réacteurs Bouchehr 1 & 2 (projet abandonné)**,